# Jean-Claude Bourret
Pour les articles homonymes, voir Bourret.
Ne doit pas être confondu avec Patrick Bourrat.
Jean-Claude Bourret, né le 17 juillet 1941 à Lyon, est un journaliste français.
Diplômé du Centre de formation des journalistes (CFJ) en 1967, il en sort major de la promotion radio et entre à France Inter, où il couvre les évènements parisiens liés à la guerre des Six Jours, au Proche-Orient. Devenu grand-reporter, puis rédacteur en chef adjoint de France Inter, il participe à la création de la troisième chaîne couleur de l'ORTF en étant le premier journaliste mis à l'antenne, le 1er janvier 1973, depuis le studio 135 de la Maison de la Radio. Il devient ensuite rédacteur en chef et présentateur des journaux du week-end sur TF1 (13 h et 20 h), puis rédacteur en chef et présentateur des journaux de 13 h puis de 20 h sur La Cinq et rédacteur en chef, et directeur des stations régionales de RMC, où il présente la tranche du matin de 1994 à 1997, avant de terminer sa carrière en 1998 comme présentateur du 13 h de RMC.

## Biographie

### Carrière professionnelle

#### De 1967 à 1974: France-Inter
Devenu grand reporter en 1969, il couvre les déplacements des Présidents de la République : Charles de Gaulle, Georges Pompidou et  Valéry Giscard d'Estaing. Il couvre également les tirs Apollo vers la Lune depuis Cap Canaveral, d'Apollo 8 à Apollo 17.
Lors de l'incident majeur de la mission d'Apollo 13, le 14 avril 1970, alors que le monde entier se demande quelle est l'origine du « problème » ressenti par les trois astronautes — « Houston, we have a problem » —, J.-C. Bourret révèle, en exclusivité mondiale, que le problème en question, était l'explosion d'un réservoir d'oxygène dans le module de commande. Un scoop qu'il obtient grâce à un ingénieur de la NASA, qui lui montre discrètement les données télémétriques de l'accident. Ce scoop mondial lui vaut une prime du directeur de l'information de France-Inter[réf. nécessaire].
En 1970, il invente le « tour de France des plages », une brève émission qui donne aux auditeurs la température de l'eau et l'état de la mer, chaque jour, dans le flash de 10 h de France-Inter.

#### 1973-1987: FR3 puis TF1
Le 1er janvier 1973, Jean-Claude Bourret travaille comme présentateur sur la Inter 3, journal de la troisième chaîne couleur de l'ORTF.
Le 6 janvier 1975, il devient rédacteur en chef et présentateur des journaux télévisés de TF1. Cette même année, il est le premier en France à mettre à l'antenne la carte météo satellite, et il présente le premier journal en couleur de la chaîne. Le 15 septembre 1984, il crée la première télévision du matin sur TF1 : Bonjour la France tout en continuant à présenter le journal de 13 h.
Début mai 1986, il révèle que le nuage de Tchernobyl a bien traversé la France, lors d'un de ses journaux du week-end.

#### 1987-1992: La Cinq
En septembre 1987, Jean-Claude Bourret devient rédacteur en chef et présentateur des journaux du Journal de 13 h sur La Cinq. De septembre 1990 au 12 avril 1992, il présente les journaux de 13 h, puis de 20 h jusqu'à la disparition de la chaîne.
Jean-Claude Bourret y crée la première émission de TV entièrement interactive, Duel sur la Cinq : les téléspectateurs peuvent voter chaque jour (par téléphone et Minitel) et choisir le débatteur qui les a le plus convaincus. Après des réserves émises par le CSA quant à la représentativité d'un vote téléphonique, le nouvel actionnaire Hachette supprime le débat et le « Télévote ». À cette occasion Bourret demande aux téléspectateurs le 7 décembre 1990 si « "Duel sur la 5" c'était bien ou nul ? ». Le 12 avril 1992, quelques heures avant la dernière émission de La Cinq, le dernier Duel sur la Cinq oppose Nicolas Sarkozy à Julien Dray. Il coprésente la dernière soirée de La Cinq, et effectue le décompte final avant l’éclipse totale.
Dès le début des difficultés de La Cinq, il prend la tête de l’Association de Défense de la Cinq, dont le but est de tenter de protéger la Cinq, puis de recréer une nouvelle chaîne de télévision la remplaçant, d'abord sur le cinquième réseau hertzien resté vacant, puis par satellite.

#### 1994-1999: Éclectisme journalistique
Du 28 mars au 17 avril 1994, Jean-Claude Bourret anime quelques émissions sur la chaîne Télé emploi. Et en décembre 1994, il devient conseiller du président de La Cinquième, Jean-Marie Cavada, et présentateur de l'émission Détours de France jusqu'en juin 1997. En parallèle, il est nommé rédacteur en chef de Radio Monte-Carlo de 1994 à 1999 où il présente la tranche du matin de 6 h 30 à 8 h 30, puis en 1998, le journal de 13 h.

#### 2016-2020: Administrateur au Press Club de France et le groupe Entreprendre
Jean-Claude Bourret est le créateur du Press Club de France qui compte huit cents journalistes et sociétés de communication en 2015. En juin 2016, il est élu pour deux ans (juin 2018) membre du conseil d'administration du Press club de France, et réélu pour deux ans en juin 2018 dans le groupe entreprendre.

## La Gendarmerie nationale
En décembre 1998, Jean-Claude Bourret est nommé conseiller du directeur général de la Gendarmerie nationale. Il présente dans les arènes de Nîmes le 13 septembre 2003 un spectacle réunissant symboliquement les orchestres de la Gendarmerie nationale et de la Police nationale en présence du ministre de l'Intérieur Nicolas Sarkozy et du ministre de La Défense Michèle Alliot-Marie.
Le 27 novembre 2007, il est élevé au grade de colonel (réserve citoyenne) par le général d'armée Guy Parayre, directeur de la Gendarmerie nationale.
Cette mission est renouvelée en mai 2010 par le nouveau directeur de la Gendarmerie nationale, le général d'armée Jacques Mignaux (message à toutes unités numéro 105586 du 27 septembre 2010) et renouvelée le 24 juillet 2013 par message no 46009 du DGGN le Gal Denis Favier.

## Sujets d'élection

### Les ovnis
Au printemps 1974, Jean-Claude Bourret tient la rubrique « dossier OVNI » dans l'émission de Claude Villers Pas de panique ; durant plusieurs semaines il fera partager aux auditeurs des enquêtes sur des observations récentes, des interviews de témoins d'observations anciennes (1934, 1954, 1966, etc.) et des entretiens avec des personnalités scientifiques, militaires et politiques.
En juin 1974, Jean-Claude Bourret sort son premier ouvrage sur le thème : La Nouvelle Vague des soucoupes volantes, chez France Empire. Entre 1975 et 1979, il consacre trois autres ouvrages à ce sujet, chez ce même éditeur. Viendront s'adjoindre deux autres livres dans les années 1990, dont un en collaboration avec Jean-Jacques Velasco, responsable de la structure ayant remplacé le GEPAN : le SEPRA (Service d'Expertise des Phénomènes de Rentrées Atmosphériques).
En 2017, 2018 et 2020 il publie trois nouvelles enquêtes avec Jean-Pierre Petit, ancien directeur de recherche du CNRS : L'Extraordinaire Découverte, Contacts cosmiques puis Le métaphysicon, chez l'éditeur Guy Trédaniel.
Il participe à de nombreuses émissions de télévision et de radio consacrées à ce sujet.
En novembre 2006, il est choisi  pour envoyer un message aux extraterrestres via les antennes du CNES : c'est en fait l'émission d'Arte dans laquelle Jean-Claude Bourret choisit de présenter une courte progression géométrique (1-2-4-8-16) avec des oranges qui est envoyée à 300 000 km/s vers le système stellaire multiple de l'étoile Errai, situé à 45 années-lumière de la Terre dans la constellation de Céphée. Ce message arrivera à destination vers 2051, et, en imaginant que d'éventuels extraterrestres puissent le capter, le décoder et y répondre immédiatement par le même moyen, leur réponse (éventuelle) ne serait pas reçue sur Terre avant 2096.
En juin 2007, le chanteur MC Solaar fait un clin d'œil à Jean-Claude Bourret en l'évoquant dans son tube Le Da Vinci Claude où il parle des « extraterrestres fascinés par les JT de Jean-Claude Bourret ».
En juillet 2009, il participe sur France 2 à l'émission des frères Bogdanoff à propos du quarantième anniversaire du premier pas de l'homme sur la Lune et des tirs de fusées Apollo (États-Unis) en 1969 et 1970.

### La Bête du Gévaudan
Dans un ouvrage en deux volumes, Le Secret de la bête du Gévaudan (éd. du Signe, 2010), Jean-Claude Bourret, en s'appuyant sur ses recherches historiques, assure avoir percé le secret de la bête, être parvenu à une certitude sur cette énigme. Le premier tome s'arrête à la mort « officielle » de la bête, un énorme loup de 65 kg, présenté au roi Louis XV le 1er octobre 1765. Le second tome, dans lequel J.-C. Bourret révèle le résultat de ses recherches, est publié début novembre 2010. L'auteur y indique avoir découvert des documents qui permettraient de retracer le passage de la Bête en 1763 dans le Dauphiné.
En 2016, il publie aux éditions de l'Archipel le résultat de trente ans d'enquête. Il estime à plus de quatre cents le nombre des victimes et affirme que la « Bête » est un hybride entre un loup et un descendant des chiens de combat des armées romaines,.
Le 11 avril 2016, Jean-Claude Bourret présente au Press Club de France à Paris une reconstitution de la Bête du Gévaudan, réalisée à partir du rapport d'autopsie du 20 juin 1767.

### Le changement climatique
Depuis plusieurs années, Jean-Claude Bourret nie l'origine anthropique du changement climatique et relaye régulièrement de fausses informations sur le climat,.

### 11 septembre 2001
Jean-Claude Bourret déclare que la version officielle contient des zones d'ombre et que les thèses non-officielles sont souvent vraies mais qu'elles sont souvent discréditées par les médias.

## Bilan médiatique et publications

### Parcours à la radio
- 1967-1970 : journaliste-reporter, grand reporter puis chroniqueur météo à France Inter
- 1994-1999 : rédacteur en chef de Radio Monte-Carlo, présentateur de la tranche du matin puis du journal de 13 h

### Présentateur de télévision
- 1973-1975 : Inter 3 (Troisième chaîne de l'ORTF)
- 1975-1984 : Journal Télévisé de 13 h et de 20 h du week-end (TF1)
- 1984-1987 : Journal Télévisé de 13 h du week-end (TF1)
- 1984-1987 : Bonjour la France le matin (TF1)
- 1987-1992 : Journal Télévisé de 13 h en semaine puis le 13 h et le 20 heures le week-end en 1991 (La Cinq)
- 1991 : Urgences (La Cinq)
- 1994-1997 : Détours de France (La Cinquième)

### Ouvrages
Jean-Claude Bourret a écrit 28 livres entre 1974 et 2023 sur des thèmes très variés : OVNI, médecine, gendarmes, anti-terroristes, journalisme, etc.
- La Nouvelle Vague des soucoupes volantes, éd. France-Empire, Paris, 1974
- Le Nouveau Défi des OVNI, éd. France-Empire, Paris, 1976
- La Science face aux extra-terrestres, éd. France-Empire, Paris, 1977
- OVNI, l'armée parle, éd. France-Empire, Paris, 1979
- Le Guide de votre sécurité, Robert Laffont, 1979
- Auto cent. Le guide des cent voitures les plus vendues, éd. Auto-Journal/Galago, 1986
- Maigrir en mangeant à volonté, France Empire, 1987
- Témoignages OVNI, éd. Atelier 786, 1982 (bande dessinée, avec Patrick Claeys)
- GIGN, mission impossible ; les exploits des gendarmes anti-terroristes, 1982
- GIGN : vingt ans d'actions 1974-1994, éd. Michel Lafon, 1994
- Naussac, souvenirs du village englouti, éd. France-Empire, 1982
- Les Fantastiques Secrets de la médecine chinoise, éd. France-Empire, 1983
- Guérir par l'acupuncture, Paris, 1984
- Le Défi de la médecine par les plantes, France Empire, 1983
- Le Nouveau Défi de la médecine par les plantes. France Empire.
- Trois Malades sur quatre peuvent être guéris par les plantes, Paris, 1984
- [Le] SIDA et les Maladies sexuellement transmissibles, Paris, 1985
- avec Jean-Jacques Velasco, OVNIs, la science avance, Paris, 1993 (ISBN 2-221-07643-5)
- Protégez-vous des cambriolages, Paris, 1995 (ISBN 2-87845-196-1)
- OVNIs : 1999, le contact ?, éd. Michel Lafon, Paris, 1997 (ISBN 2-84098-251-X)
- Le Secret de la bête du Gévaudan Tome 1 : Jean-Claude Bourret ; Julien Grycan, éd. du Signe, mai 2010, 64 pages
- Le Secret de la bête du Gévaudan Tome 2 : Jean-Claude Bourret ; Julien Grycan, éd. du Signe, novembre 2010, 64 pages
- Histoire de la gendarmerie nationale, BD publiée en mars 2013 par les éditions du Signe - Strasbourg -www.editionsdusigne.fr. Tous les droits de JC Bourret seront versés aux familles des gendarmes victimes du devoir.
- Paroles de scouts, BD, TJ éditions, 2014
- Guerre de 14/18. De fer et de sang (dessinateur Willy Harold) février 2015, TJ Éditions
- La Bête du Gévaudan et Autres Histoires vraies, éd. L'Archipel, 2016.
- Jean-Claude Bourret et Jean-Pierre Petit, OVNI, l'extraordinaire découverte, Paris, Guy Trédaniel, février 2017, 381 p. (ISBN 978-2-8132-1390-7, présentation en ligne)
- avec Bernard Marck, Le Triangle des Bermudes et Autres Histoires vécues, Archipel, 2017, 384 p.
- Jean-Claude Bourret et Jean-Pierre Petit, Contacts cosmiques : jusqu'où peut-on penser trop loin ?, Paris, Guy Trédaniel, octobre 2018, 400 p. (ISBN 978-2-8132-1811-7, EAN 9782813218117)
- Jean-Claude Bourret et Jean-Pierre Petit, Le Métaphysicon : Nous avons une âme, qui survit après notre mort. Cela se démontre scientifiquement., Paris, Guy Trédaniel, septembre 2020, 300 p. (ISBN 978-2-8132-2328-9)
- OVNI, la BD tome 1 : Révélation d'un secret, avec Pascal Pelletier, éditions A&H, 2021  (ISBN 979-10-95857-80-8)
- Jean-Claude Bourret et Jean-Pierre Petit, Recherche scientifique : Un naufrage mondial, Paris, Guy Trédaniel, mai 2022, 412 p. (ISBN 978-2-8132-2529-0)
- La Cinq, l'histoire secrète, avec Bérangère Danigo Edition Guy Trédaniel édition 2023
- Jean-Claude Bourret et Bérangère Danigo, La Cinq : L'Histoire secrète, Paris, Guy Trédaniel, novembre 2023, 431 p.

## Hommages
- Le 9 mai 2003, TF1 a rendu un hommage à sa carrière (émission Les sept péchés capitaux).
- En août 2003, c'est M6 qui rend hommage à Jean-Claude Bourret dans Secrets d'actualité.

## Distinctions
- Chevalier de la Légion d'honneur en 1994[16]